# Băbeni
Băbeni ist eine Kleinstadt im Kreis Vâlcea in der historischen Region Walachei in Rumänien.

## Lage
Băbeni liegt im Vorland der Südkarpaten, rechts des Flusses Olt. Die Kreishauptstadt Râmnicu Vâlcea befindet sich etwa 20 km nordöstlich.

## Geschichte
Auf dem Gebiet der Stadt wurden von Archäologen Reste von Siedlungen aus der La-Tène-Zeit und der Zeit des Römischen Reiches gefunden.
Băbeni ist 1491 erstmals urkundlich erwähnt, als das Dorf von einem Feudalherren dem nahegelegenen Kloster Bistrița geschenkt wurde.
2001 fand ein Referendum statt, in dem sich die Bürger Băbenis mit großer Mehrheit für eine Umwandlung ihrer Gemeinde in eine Stadt aussprachen. Ein Jahr später stimmte das rumänische Parlament diesem Wunsch zu und erklärte Băbeni zur Stadt.
Die wichtigsten Erwerbszweige sind die Landwirtschaft, die Holzverarbeitung, der Handel und die Förderung von Erdöl.

## Bevölkerung
1930 wurden auf dem Gebiet der heutigen Stadt etwa 2700 Bewohner registriert, von denen sich ca. 200 als Roma, die übrigen als Rumänen bezeichneten. Bei der Volkszählung 2002 wurden in der Stadt 9475 Einwohner registriert, darunter 8977 Rumänen und 107 Roma.

## Verkehr
Băbeni liegt an der im Tal des Olt verlaufenden Bahnstrecke zwischen Piatra-Olt und Râmnicu Vâlcea. Auf dieser Linie verkehren mehrmals täglich Schnell- und Nahverkehrszüge. Außerdem führt von Băbeni eine Nebenbahn nach Alunu. Bis 1970 fuhr vom Ort aus eine Waldbahn (Spurweite 760 mm), deren Gleise noch erhalten sind.  Băbeni liegt an der Straße Drum național 64.

## Sehenswürdigkeiten
- Kirche Sf. Dimitrie (1849)
- Holzkirche Sf. Paraschiva (1799)
- Gedenkhaus für Dragoș Vrânceanu
- Stausee Băbeni

## Persönlichkeiten
- Dragoș Vrânceanu (1907–1977), Dichter[7]